# Yukatandegenflügel
Der Yukatandegenflügel (Pampa pampa, Syn.: Campylopterus pampa, Pampa curvipennis pampa) ist eine Vogelart aus der Familie der Kolibris (Trochilidae), die auf der Halbinsel Yucatán, in Guatemala, Belize und dem Nordosten Honduras verbreitet ist. Der Bestand wird von der IUCN als „nicht gefährdet“ (Least Concern) eingeschätzt.

## Merkmale
Der Yukatandegenflügel hat einen hellen metallisch violetten bis königlich lilafarbenen Oberkopf. Der Rest der Oberseite ist metallisch grün bis bronzegrün. Die Oberschwanzdecken sind eher bläulich grün. Der Schwanz ist matt metallisch blaugrün, eine Farbe, die am Ende ins Schwarz bis ins Schwärzlich-Violett übergeht. Dieses gilt insbesondere für die inneren Innenfahnen mit Ausnahme der mittleren Paare. Die äußeren seitlichen Steuerfedern sind bräunlich grau in der Mitte, dunkel an der Basis. Die Schwungfedern sind dunkel lilafarben. Die Unterseite inklusive der Wangen- und Zügelbereiche sind bräunlich grau bzw. eintönig grau. Im Ohrbereich ist die Färbung sehr ähnlich, wirkt aber etwas dunkler. Hinter dem Auge (postokular) findet sich ein blass weißer Fleck. Der Oberschnabel ist blass schwarz, der Unterschnabel bräunlich, an der Spitze etwas dunkler. Die Beine sind bräunlich. Die Körperlänge reicht von etwa 11,5 bis 13,1 cm, die Flügel sind 6,6 bis 7,2 cm lang, der Schwanz 4,8 bis 5,9 cm und der Schnabel 2,3 bis 2,5 cm. Das Weibchen ähnelt dem Männchen sehr, doch haben die äußeren zwei Steuerfedern breite bräunlich graue Spitzen. Die äußersten Enden weisen an den Außenfahnen etwas mehr Bräunlich-Grau auf. Der Oberkopf ist violett und matter als beim Männchen. Die Körpermaße fallen etwas kleiner aus. Der sehr ähnliche Blaukron-Degenflügel hat einen etwas längeren Schnabel und ist auf der Unterseite heller grau.

## Lautäußerungen
Die Art wiederholt seine Gesangssilben drei Mal nacheinander.

## Brut
Über die Brutbiologie des Yukatandegenflügels ist nicht mehr bekannt, als dass das fortpflanzungsfähigen Männchen seinen Gesang dazu einsetzt, um Weibchen anzulocken. Neben dem Gesang erzeugt er im Schauflug Geräusche, die er mit lauten tschirpenden Tönen untermalt. Die Schwirrgeräusche kommen durch die stark verbreiterten Schäfte der Handschwingen zustande. Diese Fluggeräusche setzt das Männchen gezielt zum Locken der Weibchen ein. Männchen bilden in der Balzzeit ein Lek.

## Habitat

Verbreitung des Blaukron-Degenflügels (rechter grüner Bereich) und des Yukatandegenflügels (linker grüner Bereich)

Der Yukatandegenflügel lebt in laubwechselnd tropischen Wäldern, die sich in niedrigeren Höhenlagen als denen des Blaukron-Degenflügels befinden. Sein Habitat ist trockener als das des Blaukron-Degenflügels.

## Unterarten
Früher zählten einige Autoren Pampa curvipennis yucatanensis Simon, 1921 als weitere Unterart. Auch Pampa lessoni Simon, 1887 ist ein Synonym zur Nominatform. Heute gilt die Art als monotypisch.

## Etymologie und Forschungsgeschichte

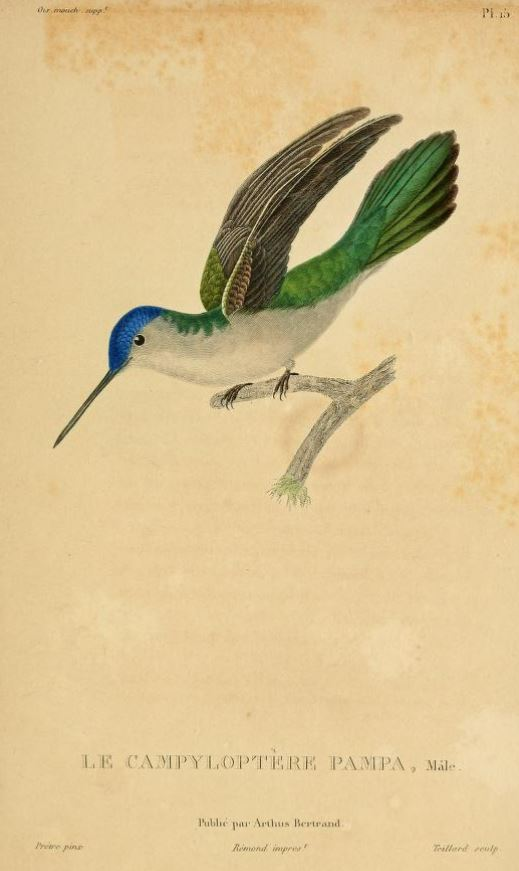
Yukatandegenflügel illustriert von Jean-Gabriel Prêtre (Teil der Erstbeschreibung)
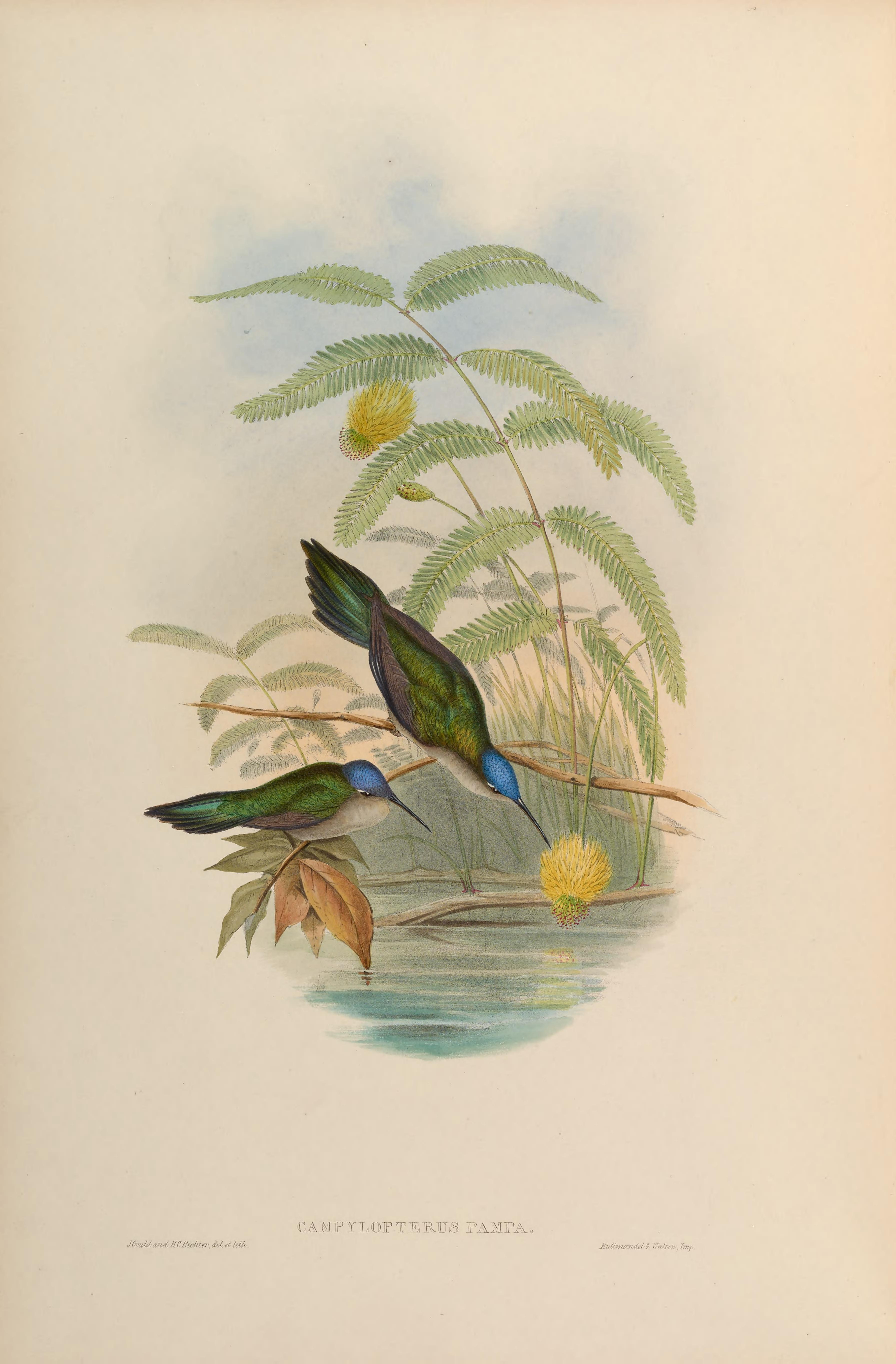
Yukatandegenflügel illustriert von John Gould und Henry Constantine Richter

Die Erstbeschreibung des Yukatandegenflügels erfolgte 1832 durch René Primevère Lesson unter dem wissenschaftlichen Namen Ornismya pampa. 1827 führte William Swainson die neue Gattung Campylopterus ein. Dieses Wort leitet sich vom griechischen καμπύλος kampýlos für „gebogen, gekrümmt“ und -πτερος, πτερόν -pteros, pterón für „-geflügelt, Flügel“ ab. Der Artname pampa ist das Quechua-Wort für „Ebene“, da Lesson das Typusexemplar irrtümlich dem Inneren der Río-de-la-Plata-Ebene zuordnete.
Birds of the World ordnet den Yukatandegenflügel als Unterart Pampa curvipennis pampa des Blaukron-Degenflügels (Pampa curvipennis) (Deppe, 1830) ein.